# أحداث 9 أبريل 1938

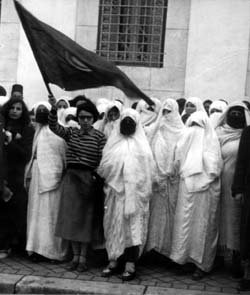
نساء في مظاهرة 9 أفريل 1938 في تونس

أحداث 9 أبريل 1938 هي أحداث حصلت في تونس وسط احتجاجات شعبيّة طالبت بإصلاحات سياسية، بما في ذلك إنشاء برلمان، كانت هذه الأحداث خطوة رئيسية نحو استقلال تونس التي كانت لا تزال تحت الحماية الفرنسية. لم يستطع الاحتلال الفرنسي خلالها استعادة الهدوء إلّا بعد سقوط العديد من الشهداء.

## عيد الشّهداء
يحيي التونسيون ذكرى أحداث 9 أبريل 1938(عيد الشهداء) الخالدة التي شكّلت منعرجا حاسما في مسيرة الكفاح الوطني بل كانت مرحلة هامة لها من الفضل الكثير في الإعداد لمحطات سياسية لاحقة أدت في النهاية إلى نيل الاستقلال وذلك يوم 20 مارس 1956 ثم إعلان النظام الجمهوري في 25 يوليو 1957.

## مسار الأحداث

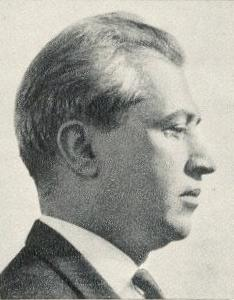
علي البلهوان

- يوم 8 يناير 1938، على إثر إنشاء الحزب الحر الدستوري الجديد، تم سجن وإبعاد عدّة قادة ومناضلين من طرف القوّات الفرنسية فاندلعت مظاهرات حاشدة في كامل البلاد سقط خلالها العديد من القتلى.[1]
- يوم 8 مارس 1938، لأسباب نقابية، سقط 19 قتيلا، خلال إطلاق نار من طرف البوليس الفرنسي على العمّال بالمتلوي.
- يومي 13 و14 مارس قام الحزب الدستوري بعقد اجتماعا لتحديد موقفه من سياسة الاضطهاد التي كانت تعيشها البلاد وبدأت منذ ذلك الحين حملة اعتقالات القادة.
- يوم 2 أبريل وقع طرد علي البلهوان من الصّادقية وأضرب تلاميذ المدرسة الصادقية والزيتونة وأسست إثرها لجنة الاتحاد الزيتوني المدرسي لتأطير النضال المدرسي والطلابي.
- يوم 4 أبريل وقع اعتقال يوسف الرويسي وسليمان بن سليمان إثر قيامهما بحملة دعائيّة بمدينة سوق الأربعاء. فانطلقت مظاهرات ضخمة بوادي مليز وسوق الأربعاء احتجاجا على اعتقالهما مع عدد من الوطنيين. واعتقل في نفس اليوم صالح بن يوسف.
- يوم 6 أبريل 1938 اعتقل الهادي نويرة ومحمود بورقيبة.
- يوم 8 أبريل اندلعت الأحداث بخروج الشعب التونسي بكل شرائحه وفئاته وأجياله للمناداة بالحرية وتحديدا بـ«برلمان تونسي».[2]بالعاصمة التونسية. إذ خرجت إحداهما من ساحة الحلفاوين بقيادة علي البلهوان والأخرى من رحبة الغنم قادها المنجي سليم. وكانت المرأة التونسية قد خرجت في تلك المناسبة للتظاهر لأول مرة.
- يوم 9 أبريل اعتقل علي البلهوان وجلب إلى المحكمة للمثول لدى حاكم التحقيق فأثار ذلك غضب المتظاهرين وخرجوا بأعداد غفيرة للتّظاهر، فتمّ إعلان حالة الحصار ووقع قمعهم واعتقال عدّة مناضلين من بينهم الحبيب بورقيبة، بلغ عدد الاعتقالات حينها ما بين الألفين والثلاثة آلاف، وتمّت إحالة المعتقلين على المحاكم العسكرية. كما سقط 22 قتيلا و 150 جريحا برصاص الاحتلال الفرنسي وأعقبت ذلك حملة قمعية واسعة شملت قيادات الحركة الوطنية[3]

مقتطف من خطاب علي البلهوان يوم 8 أفريل 1938 بساحة الإقامة العامة بتونس العاصمة، قبل اندلاع الأحداث:

### قائمة الشهداء
```
قائمة ال22 شهيد الذين سقطوا يوم 9 أبريل:
[
5
]
```

- محمد العاشوري
- سعيد بن عبد الله
- حميدة الهمامي
- الطاهر الماجري
- محمد موسى
- محمد مرس
- نصر الغمراسني
- محمد بن خليفة
- محمد الازرق
- محمد كريد
- سعيد بن مسعود
- بلقاسم شواط
- علي النوري
- عبد الله بوخريص
- علي الجريدي
- عبد العزيز الصيّاح
- محمد الحداد
- حمادي الكافي
- البشير الضاوي
- محمد حسين
- أحمد العياشي
- أحمد الجليدي

## معرض الصّور

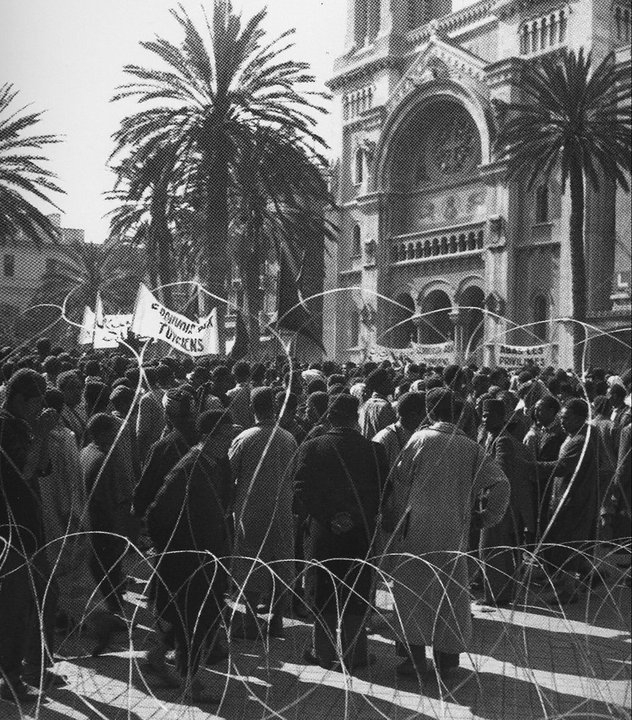
مظاهرة يوم 8 أفريل 1938
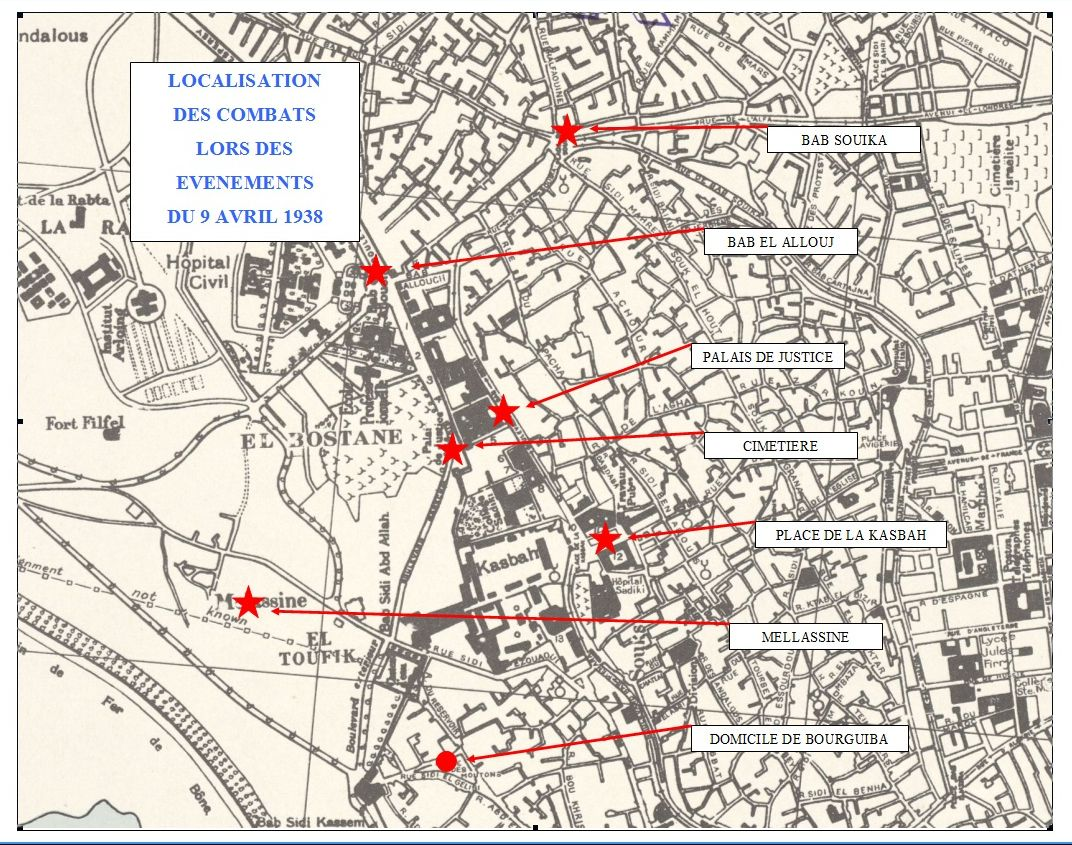
مواقع أحداث يوم 9 أفريل 1938